# Yamaltu/Deba
Yamaltu/Deba é uma área de governo local de Gombe, Nigéria. Sua sede está na cidade de Deba (ou Deba Habe) a sudeste da capital do estado Gombe
A parte sul do Lago Dadin Kowa encontra-se dentro da área.
Possui uma área de 1,981 km ² e uma população de 255.726 no censo de 2006.
O código postal da área é 761.